# Landrichamps
Landrichamps település Franciaországban, Ardennes megyében. Lakosainak száma 129 fő (2022. január 1.). Landrichamps Charnois és Chooz községekkel határos.

## Népesség
A település népességének változása:
| Lakosok száma | 147  | 166  | 139  | 141  | 138  | 134  | 131  | 131  | 135  | 129  |
|               | 1968 | 1982 | 1990 | 2006 | 2013 | 2015 | 2017 | 2019 | 2020 | 2022 |